# Eglise Gutiérrez
Eglise Gutiérrez es una soprano lírica de coloratura nacida en Holguín, Cuba emigrada a Miami, Estados Unidos.
Estudió en La Habana, Miami y Filadelfia en la Academy of Vocal Arts debutando como Lucía de Lammermoor en Bogotá, Colombia, en 2003.
Ganadora en los concursos Mirjam Helin, Montserrat Caballé y Marian Anderson, su debut europeo fue en el Festival de Wexford como Maria di Rohan de Donizetti en 2005.
En 2003 debutó en Carnegie Hall de New York en el Réquiem de Mozart y en la Misa Solemnis de Beethoven prosiguiendo en temporadas consecutivas como Philine en Mignon, Lakmé y como Amina en La Sonnambula de Bellini papel que ha cantado también en Cagliari y en Detroit dirigida por Renata Scotto. 
Ha cantado en Helsinki, Praga, Niza, en la Ópera de Seattle, Elvira en I Puritani y Violetta en La Traviata (también en Cincinnati y Miami), Lucia di Lammermoor en el Palacio de Bellas Artes de México, el Teatro Colón de Buenos Aires y el Festival de Savonlinna en Finlandia, Gilda (Rigoletto) en Hamburgo, Vancouver, Trieste, Roma, Atenas, en Cendrillon de Massenet en la Ópera de Santa Fe y en la Ópera de Sarasota como Lakmé.
Otros personajes de su repertorio son Nannetta en Falstaff, Hanna Glawari en La Viuda Alegre, Liù en Turandot, Adina en Elisir d’amore, Doña Francisquita y en la zarzuela cubana Cecilia Valdés.
En la temporada 2010 debutó como Linda di Chamounix en el  Covent Garden de Londres.